# Associação Desportiva Jequié
Associação Desportiva Jequié (ADJ) é um clube brasileiro de futebol da cidade de Jequié, no estado da Bahia. Suas cores são azul, amarelo e branco. O Jequié é o maior campeão da Segunda Divisão do Campeonato Baiano ao lado do Galícia, Energia Circular e Redenção com três conquistas ao longo de sua história.
Fundado e com sede na cidade de Jequié, o Jequié é tri-campeão da Segunda Divisão do Campeonato Baiano. Conquistou seus títulos no ano de 1992, 2017 e 2023. Em 2024 fez história ao garantir a classificação para as semifinais Campeonato Baiano pela primeira vez neste formato de disputa.

## História
Em 1969 a seleção municipal de Jequié foi campeã do Campeonato Intermunicipal e foi convidada pela Liga Bahiana de Desportos Terrestres (LBDT) a disputar o Campeonato Baiano de Futebol, para isso deveria filiar um clube para entrar no estadual do ano seguinte. Assim em 20 de novembro de 1969 foi fundada a Associação Desportiva Jequié.
A Associação Desportiva Jequié profissionalizou vários atletas da seleção campeã e obteve um ótimo quinto lugar em seu ano de estreia entre 16 participantes. No ano seguinte um resultado ainda melhor, o quarto lugar. A partir de 1972 começou a realizar campanhas apenas medianas: nono lugar naquele ano, décimo em 1972, oitavo em 1973, sétimo em 1974 e o décimo e último lugar em 1975, porém naquele ano não existiu rebaixamento e o Jequié manteve-se na elite. Em 1976 recuperou-se e foi quarto colocado, nos anos seguinte novamente resultados ruins: nono lugar em 1977, sétimo lugar em 1978, 11.º e último lugar em 1979 até culminar com seu rebaixamento com a 12.ª e última colocação em 1980, quando voltou a ser disputada a Segunda Divisão do Campeonato Baiano. O clube passou por um longo período de inatividade, também justificada com a concorrência de outro clube na cidade, a Associação Desportiva Atlanta que conseguiu chegar a elite em 1988 quando disputou pela única vez o Campeonato Baiano de Futebol. O ano de 1990 marcou o retorno da Associação Desportiva Jequié, o clube participou da Segunda Divisão sem muito sucesso assim como em 1991, porém em 1992 o clube conquistou o título da competição ao vencer na última rodada do Quadrangular Final o time do Clube Atlético Real Serrinhense por 2 a 1, gols marcados por Mococa e Nengo.
De volta a elite, em 1993 fez uma campanha ruim terminando em oitavo lugar entre dez clubes escapando por pouco do rebaixamento. O ano de 1994 foi o grande ano do Jequié, o time foi terceiro colocado no estadual atrás apenas da dupla Esporte Clube Bahia e Esporte Clube Vitória. Em 1995 conquistou a sexta colocação, lugar que repetiu em 1996. O ano de 1997 marcou a última aparição do clube na Primeira Divisão, o clube foi rebaixado em último lugar com apenas uma vitória em 14 jogos.
Em 1998 o Jequié decidiu paralisar suas atividades retornando apenas em 1999 com a penúltima colocação na Segunda Divisão. Em 2000 foi apenas o oitavo colocado escapando do rebaixamento por um ponto. Em 2001 outra campanha fraca até a paralisação de suas atividades que teve fim em 2003 quando foi lanterna da competição. Afundada em dívidas e com o retorno da Associação Desportiva Atlanta que disputou a Segunda Divisão em 2008 e em 2010 a Associação Desportiva Jequié paralisou suas atividades novamente conseguindo retornar apenas em 2011. As dívidas foram tantas que um novo clube com as mesmas cores, mascote e sigla foi criado para ser o substituto do Jequié, era a Associação Desportiva Jequieense que chegou a disputar, sem sucesso, a Copa da Bahia em 2008 obtendo a terceira posição no campeonato. Mais tarde foi tentada uma fusão entre o clube recém criado e outro clube que tentava ser o substituto do Jequié, o Jequié Sport Clube, para a criação da Associação Cultural e Esportiva Jequieense, fato que não foi concretizado. Por fim uma nova direção conseguiu resgatar as dívidas do clube e inscreveu o clube na Segunda Divisão de 2011 quando foi semifinalista, perdendo o acesso para a Sociedade Desportiva Juazeirense. Em 2012 novo insucesso, desta vez nem conseguiu passar de fase.
A ADJ iniciou o Campeonato Baiano da Segunda Divisão de 2017 sob grande expectativa. Muitos empresários e administradores, como o prefeito da cidade, Sérgio da Gameleira e o Deputado Estadual Leur Lomanto Jr., investiram no clube, tornando-o uma potência regional.
Com o imenso apoio de sua apaixonada torcida, a ADJ não deu sopa ao azar e fez um campeonato excelente. Se classificou para a final com antecedência, após boa campanha fase de grupos. Depois de dois jogos contra o PFC Cajazeiras, time da capital, a ADJ pôde, enfim, comemorar o título. Destaque para o treinador Paulo Salles, campeão Brasileiro com o Bahia em 1988, intitulado "rei dos acessos".
Jogou o Campeonato Baiano de 2018 ficando na sétima colocação com 10 pontos em 9 jogos.
Disputou a edição de 2019 do Campeonato Baiano, terminando em último colocado, sendo rebaixado para a segunda divisão.
Em 2023 o Jequié foi campeão da Série B após vencer o Jacobina.
Em 2024 o Jequié fez história ao terminar a primeira fase do campeonato baiano na quarta colocação com 14 pontos em 9 jogos somando 4 vitórias, 2 empates e 3 derrotas. Nessa campanha o Jequié também quebrou o tabu e venceu a dupla BAVI pela primeira vez em sua história; contra o Bahia em plena Fonte Nova em Salvador, triunfo por 1 a 0 com gol de Alex e contra o Vitória dentro de seus domínios por 1 a 0 com gol de Azevedo surpreendendo a todos.
O Jequié disputará as semifinais contra o Esporte Clube Bahia em dois jogos mas já está garantido no Campeonato Brasileiro de Futebol - Série D de 2025, sua primeira disputa numa competição de nível nacional.
Além disso, em 2024, surpreendendo mais ainda, o Jequié se classificou para a Copa do Brasil de 2025, após a participação do Esporte Clube Bahia na Libertadores, confirmando assim 2024 como um dos melhores anos do " Jipão". 

## Títulos
| Estaduais | Estaduais                   | Estaduais | Estaduais         |
| Coroas    | Competição                  | Títulos   | Temporadas        |
| --------- | --------------------------- | --------- | ----------------- |
|           | Campeonato Baiano - Série B | 3         | 1992, 2017 e 2023 |

## Estatísticas
|  | Participações em 2025 |

| Competição | Competição        | Temporadas | Melhor campanha             | Estreia | Última | P | R |
| Bahia      | Campeonato Baiano | 7          | 4° colocado (2024)          | 1994    | 2025   |   | 2 |
| Bahia      | Segunda Divisão   | 5          | Campeão (1992, 2017 e 2023) | 1992    | 2023   | 2 |   |
| Brasil     | Série D           | 1          | 1ª fase (2025)              | 2025    | 2025   |   |   |